# Lessing-Gymnasium Karlsruhe

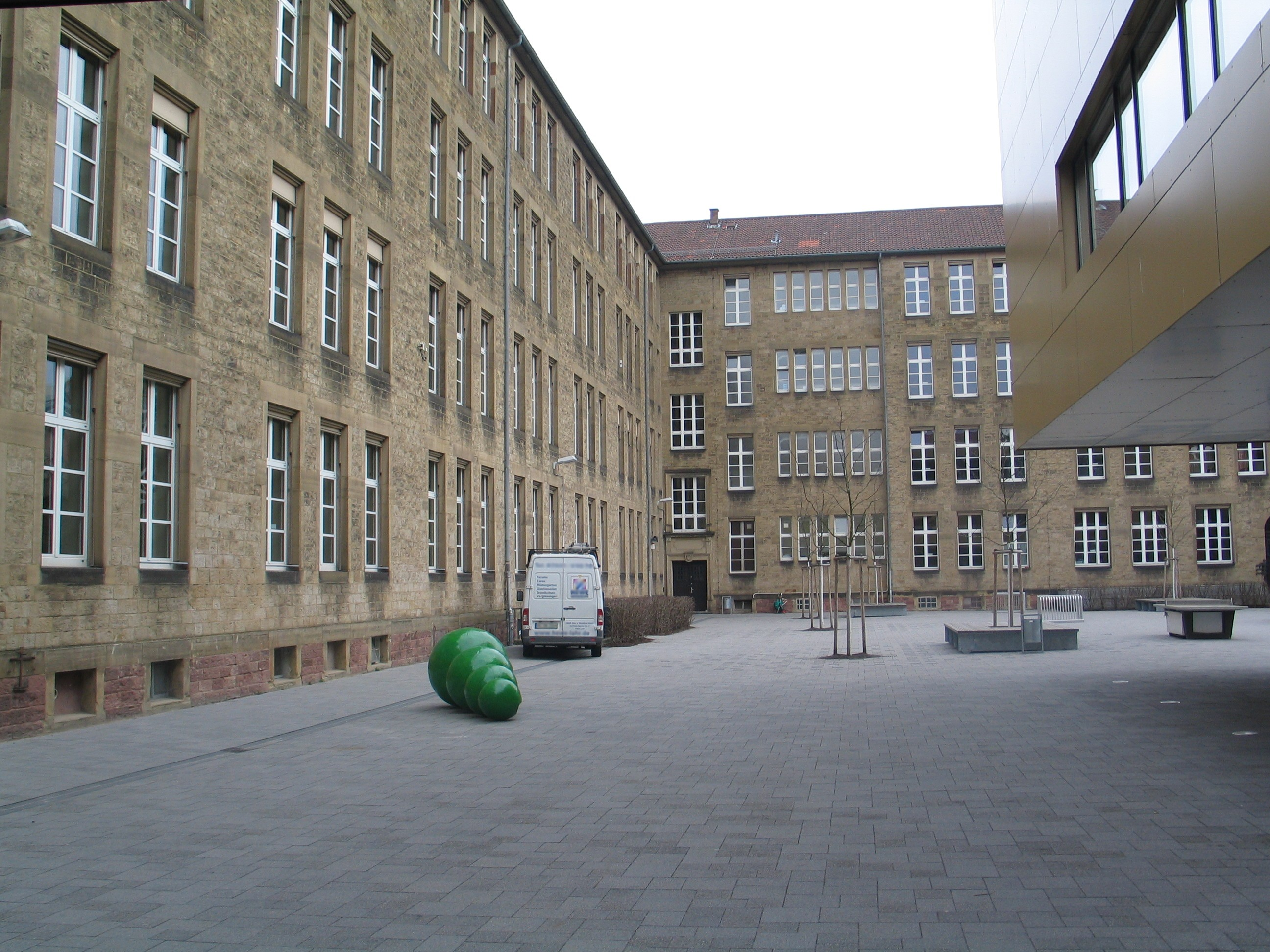
Blick über den Schulhof

Das Lessing-Gymnasium ist ein allgemeinbildendes Gymnasium, das in der Karlsruher Weststadt gelegen ist. Es wurde als erstes Mädchengymnasium Deutschlands gegründet und ist nach dem Dichter der Aufklärung Gotthold Ephraim Lessing (1729–1781) benannt.

## Geschichte
Die Geschichte des Lessing-Gymnasiums Karlsruhe ist eng mit der Geschichte der Mädchenbildung in Deutschland verbunden. Der 1888 von Hedwig Kettler in Weimar gegründete Verein Frauenbildungs-Reform hatte an verschiedene Landtage im Deutschen Kaiserreich Petitionen gerichtet mit der Bitte um Genehmigung eines Mädchengymnasiums. Im liberalen Großherzogtum Baden wurde diese positiv beschieden und nachdem der Stadtrat von Karlsruhe dem Verein im Gebäude Waldstraße 83 Unterrichtsräume zur Verfügung gestellt hatte, konnte Frauenbildungs-Reform am 16. September 1893 mit einem Festakt das erste Mädchengymnasium Deutschlands eröffnen.
Als 1897 aufgrund finanzieller und organisatorischer Probleme beim Trägerverein der Bestand der Schule gefährdet war, übernahm die Stadt Karlsruhe sie als gymnasialen Zweig der Höheren Mädchenschule, Sophienstraße 14, wo dann im Jahr 1899 die ersten vier Schülerinnen die Reifeprüfung ablegen konnten. Zwei dieser Abiturientinnen, Rahel Straus geb. Goitlein und Johanna Kappes, schrieben sich nach dem Abitur zum Wintersemester 1899/1900 den beiden damaligen badischen Universitäten, Heidelberg und Freiburg, ein.
Die Zahl der Schülerinnen war bald so stark angewachsen, dass das bisherige Gebäude zu klein wurde. Es wurde ein neues Gebäude auf dem Grundstück Sophienstraße 147 errichtet, das 1911 vom Gymnasialzug und einem Teil der Höheren Mädchenschule bezogen wurde. Es stellt bis heute das Haupt- und Kerngebäude des Lessing-Gymnasiums dar. Auf Anregung des damaligen Direktors Friedrich Karl Keim wurde es nach dem Dichter Gotthold Ephraim Lessing benannt. Im ursprünglichen Gebäude ist heute das Fichte-Gymnasium untergebracht.
Im Jahr 1973 wurde die Koedukation eingeführt.
1961 wurde der Altbau durch einen Neubau erweitert, in dem die naturwissenschaftlichen Fachbereiche und eine Aula untergebracht wurden. Da das Lessing-Gymnasium ständig weiter wächst, wurde im Frühjahr 2009 mit dem Bau eines Solitärgebäudes im Schulhof begonnen, in dem neben zwei Klassenräumen, dem Lehrerzimmer und Besprechungsräumen vor allem die Verwaltung und eine Cafeteria untergebracht sind. Die Bauarbeiten wurden im Januar 2010 beendet.
2011 feierte das Lessing-Gymnasium Karlsruhe offiziell das 100-jährige Jubiläum der Grundsteinlegung mit einer Reihe von Veranstaltungen.
2018 feierte das Lessing-Gymnasium in Kooperation mit dem Fichte-Gymnasium und im Rahmen der europäischen Kulturtage Karlsruhe das Jubiläum „125 Jahre erstes deutsches Mädchengymnasium“.
Im Februar 2025 begann die Installation einer Photovoltaikanlage auf den Dächern des Alt- und Neubaus.

## Leitbild
Das Lessing-Gymnasium versteht sich als eine Schule, die sich im ständigen Dialog befindet. Das selbst entwickelte Leitbild nennt drei Ebenen, auf denen dieser Austausch stattfindet. Die zugehörigen pädagogischen Leitlinien zielen in der Summe auf die Förderung der fachlichen, methodischen, persönlichen und sozialen Kompetenzen. Diese drei Ebenen sind definiert als „Schule im Dialog während des Schulalltages“, „Schule im Dialog mit der Gesellschaft“ und „Schule im Dialog mit Kunst und Kultur“.

## Profil
Das Lessing-Gymnasium bietet einen sprachlichen und einen naturwissenschaftlichen Zug. Alle Schüler beginnen in der fünften Klasse mit der ersten Fremdsprache Englisch. In der sechsten Klasse folgt dann Französisch oder Latein als zweite Fremdsprache. Ab der achten Klasse entscheiden sich die Schüler für den sprachlichen Zug mit der dritten Fremdsprache (Spanisch) oder für den naturwissenschaftlichen Zug (Naturwissenschaft und Technik – NWT).

## Schülerbetreuung
Seit dem Schuljahr 2008/2009 bietet das Lessing-Gymnasium eine Betreuung für die Schüler der Unterstufe innerhalb der Schule an. Organisiert und getragen wird sie von der Kinder-Stadtkirche Karlsruhe. Sie umfasst eine Mittagsbetreuung incl. Essen sowie eine Nachmittagsbetreuung, die täglich von Schulschluss bis 16.00 Uhr dauert.
Zusätzlich wird von der Schülermitverantwortung (SMV) für die Klassen 7 und 8 eine Hausaufgabenbetreuung von Montag bis Donnerstag zwischen 14.00 Uhr und 15.30 Uhr organisiert. Geleitet wird sie von engagierten Schülern der Oberstufe.

## Bekannte Lehrkräfte oder Absolventen
- Theodor Buri (1879–1947), Geologe, Glaziologe und Gymnasialprofessor
- Joachim Draheim (* 1950), Musikwissenschaftler, Musikpädagoge und Pianist; Oberstudienrat
- Alice Golsen (1889–1940), Experimentalphysikerin; Schülerin
- Johanna Kappes (1873–1933), erste Medizin-Studentin an der Universität Freiburg (Promotion 1904); Schülerin
- Friedrich Kiefer (1897–1985), Biologe und Zoologe, Lehrer am Lessing-Gymnasium
- Johann Georg Längin (1827–1897), evangelischer Theologe und Schriftsteller; Lehrer und Förderer
- Klaudia Martini (1950–2024), deutsche Politikerin (SPD), Juristin und Managerin; Schülerin
- Zoe Mayer (* 1995), deutsche Politikerin (Bündnis 90/Die Grünen) und Wirtschaftsingenieurin; Schülerin
- Magdalena Neff (geb. Meub; 1881–1966), erste Studentin an der Technischen Hochschule Karlsruhe und erste approbierte Apothekerin Deutschlands; Schülerin
- Thekla Schild (1890–1991), Architektin, zweite Diplom-Ingenieurin Deutschlands; Schülerin
- Rahel Straus (geb. Goitein; 1880–1963), Ärztin, Sozialarbeiterin, Frauenrechtlerin und Zionistin; Schülerin
- Herbert Wetterauer (* 1957), Maler, Bildhauer und Autor; Oberstudienrat
- Else Winnewisser[5] (* 1937), Malerin, Grafikerin; Studiendirektorin